# 토마시 지엘린스키
토마시 베르나르트 지엘린스키(폴란드어: Tomasz Bernard Zieliński, 1990년 10월 29일~)는 폴란드의 역도 선수이다. 2012년 하계 올림픽 남자 역도 미들헤비급 동메달을 획득했다. 그는 원래 9위로 대회를 마쳤으나 상위 선수들의 도핑 적발로 인해 동메달을 승계했다.
형인 아드리안도 역도 선수이다.